# Цолікоурі

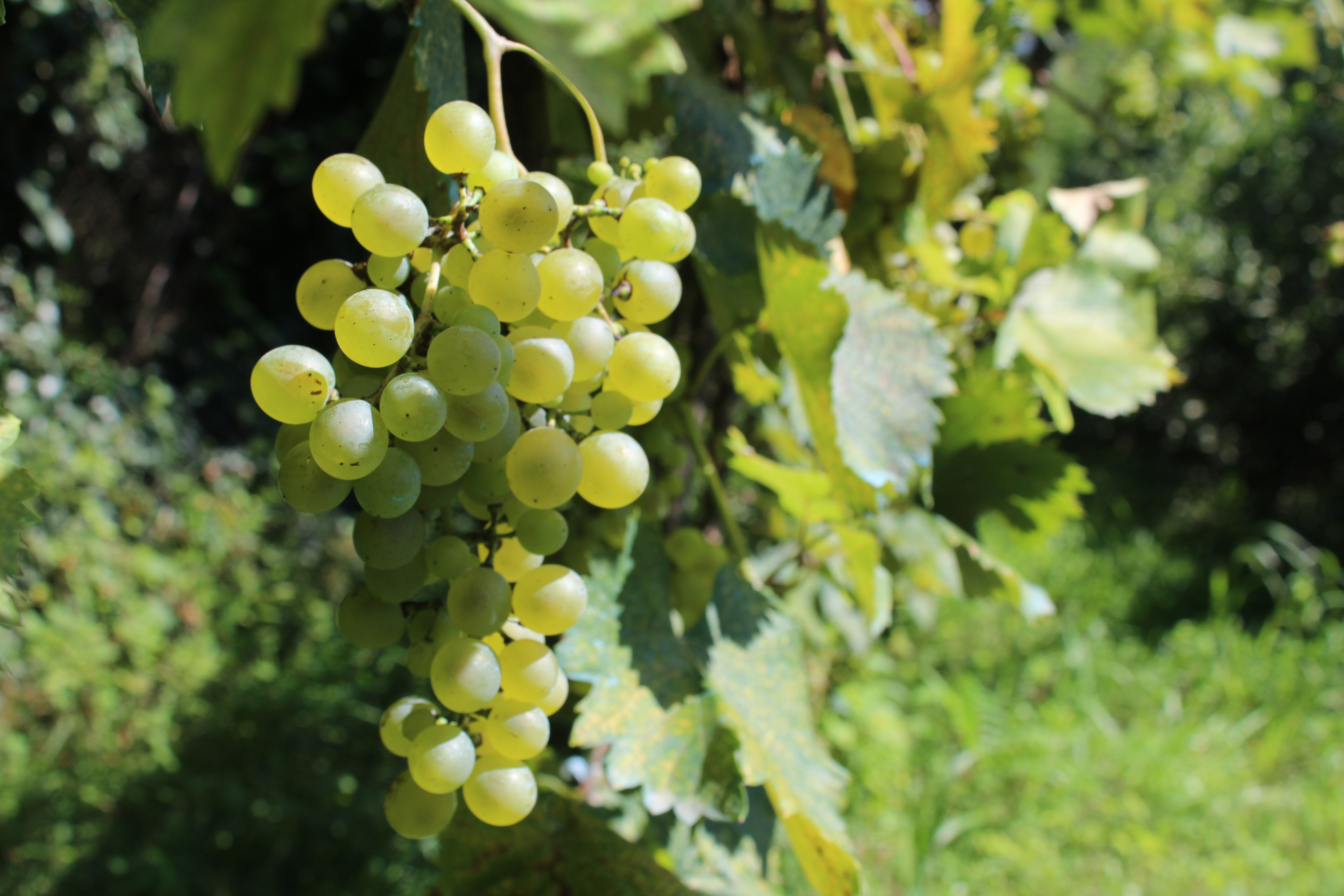
Грона Цолікаурі, серпень

Цолікоурі (можливі назви — Цолікаурі, Обчурі Цолікурі, Мелко Цолікурі, Кобахідзе Цолікурі та ін.) — грузинський білий сорт винограду. Належить до імеретинської групи виноградів. Це пізній сорт.
Крім Імеретії, поширений у Рача-Лечхумі та Квемо-Сванеті, Гурії, Самегрело, Аджарії та Абхазії. Відрізняється високими економіко-технологічними характеристиками. З нього виготовляють якісні столові та напівсолодкі вина за традиційними європейськими та імеретинськими методами. Такі вина характеризуються світло-бежевим кольором, нормалізованим вмістом алкоголю та кислотністю та високими смаковими якостями. Сорт пізнього дозрівання — до середини жовтня. Вміст цукру у виноградному соку становить 20,0-25,0%, а кислотність 7,5-9,5 г/л. З Цолікоурі виробляють вина з найменуванням "Свірі" та "Твіші".
Виноград відрізняється пізньою врожайністю, високою якістю вина, стійкістю до грибкових захворювань та хорошою здатністю пристосовуватися до навколишнього середовища.
Цолікоурі — це промисловий сорт, з якого виготовляються місцеві та європейські типи столових та натуральних напівсолодких вин. Має безліч варіацій та клонів. Відомо, наприклад, Обчурі Цолікурі та Базалетурі Цолікурі, які, згідно з наукою, не є схожими різновидами.